# Hohenstein (Strausberg)
Hohenstein ist ein Ortsteil der Stadt Strausberg im brandenburgischen Landkreis Märkisch-Oderland östlich von Berlin. In der Stadt Strausberg besteht Hohenstein als Ortsteil im Sinne der Brandenburgischen Kommunalverfassung (§ 45 BbgKVerf).
Ruhlsdorf und Gladowshöhe sind Wohnplätze im Ortsteil Hohenstein. Er hat 594 Einwohner.

## Geographie und Verkehrsanbindung

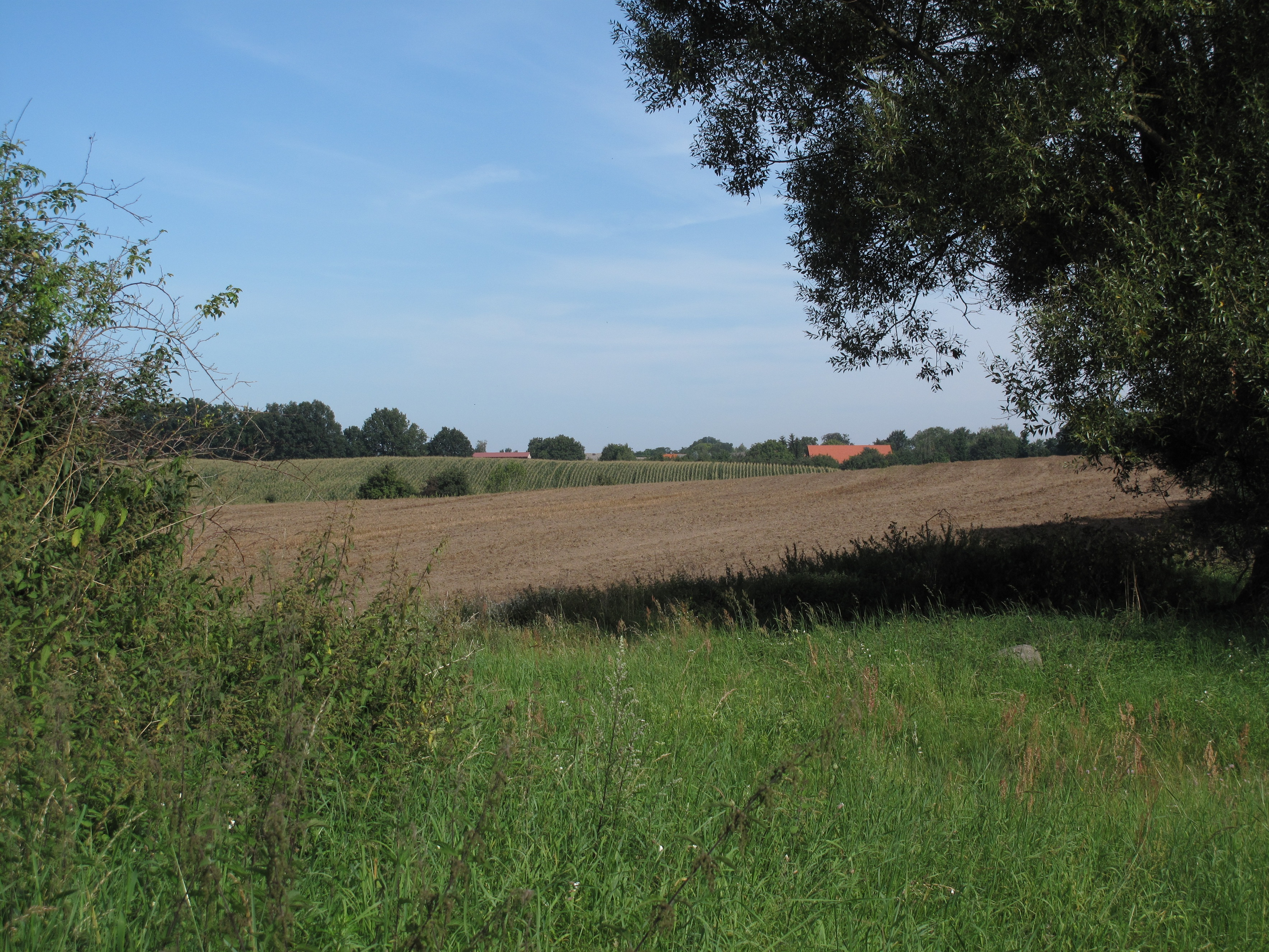
Agrar- und Wiesenlandschaft südlich des Dorfes

Hohenstein liegt ungefähr sechs Kilometer östlich der Kernstadt Strausberg. Die Umgebung ist flach bis mäßig gewellt und wird überwiegend landwirtschaftlich genutzt. Sie gehört zur Grundmoränenplatte des Barnim. Hohenstein bildet das westliche Eingangstor von Strausberg aus in den Naturpark Märkische Schweiz. Südlich des Dorfes erstreckt sich das Naturschutzgebiet Ruhlsdorfer Bruch, das vom Lichtenower Mühlenfließ zur Löcknitz entwässert wird. Nördlich des Garziner Haussees liegen am Mühlenfließ die Ruinen der Hohensteiner Mühle. Die ehemalige Wassermühle wurde wahrscheinlich im 19./20. Jahrhundert erbaut.
Hohenstein ist durch eine Landstraße (L 34) an Strausberg angebunden, diese führt in östlicher Richtung weiter in die Märkische Schweiz und an Buckow vorbei. Rund 4,5 Kilometer östlich von Hohenstein verläuft die Bundesstraße 168 zwischen Müncheberg und Prötzel. Über Müncheberg sind zudem die B 1 und B 5 erreichbar.

## Geschichte
Das Angerdorf wurde erstmals 1375 im Landbuch Karls IV. als Hogensteyn/Hhoensten erwähnt. Da es bei dem Dorf weder eine Burg noch einen Felsen gibt, könnte laut Brandenburgischem Namenbuch eine Namenübertragung durch das Adelsgeschlecht von Hohnstein vorliegen, das in der Uckermark reich begütert war, in Brandenburg allerdings nicht belegt sei.

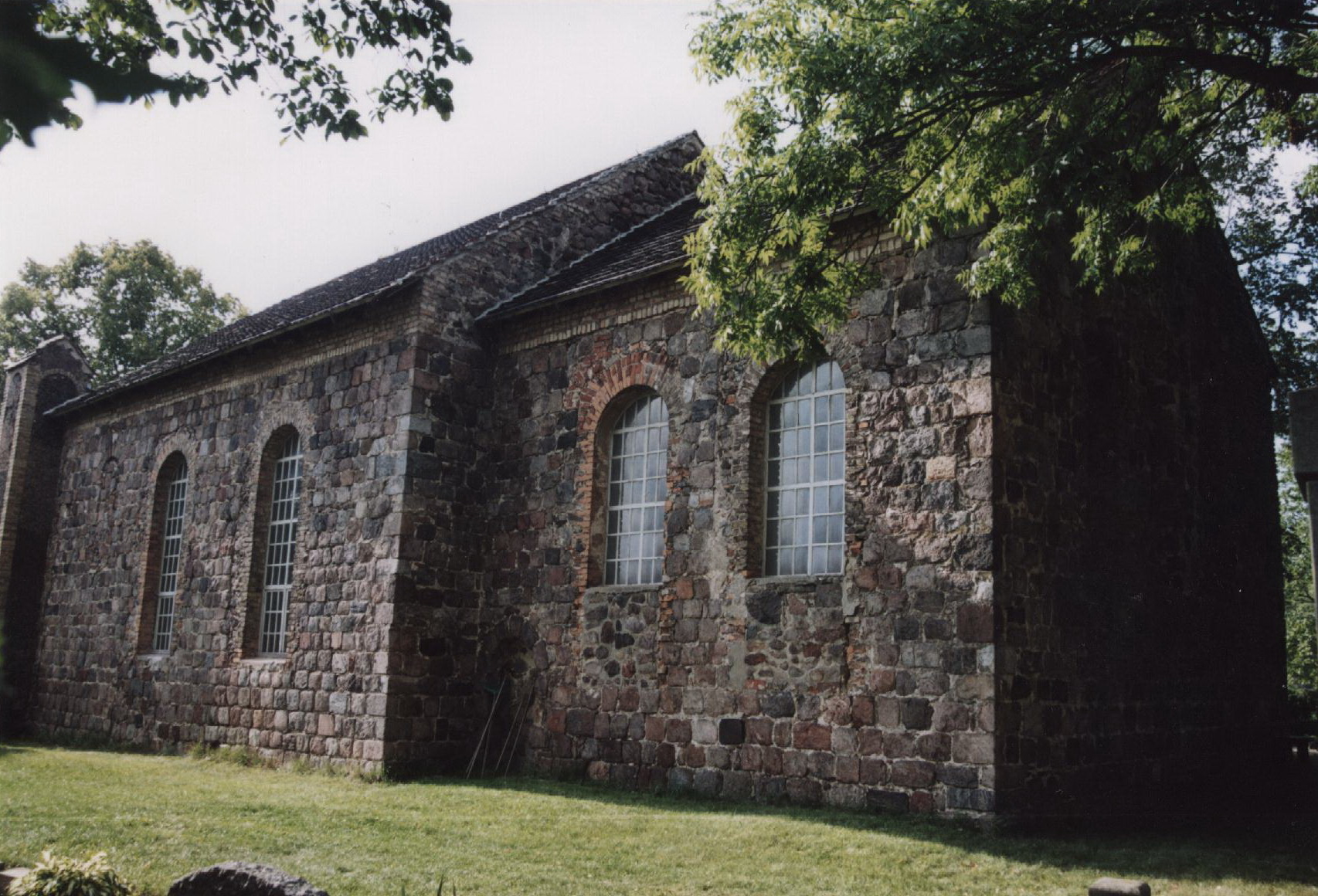
Dorfkirche Hohenstein (2003)

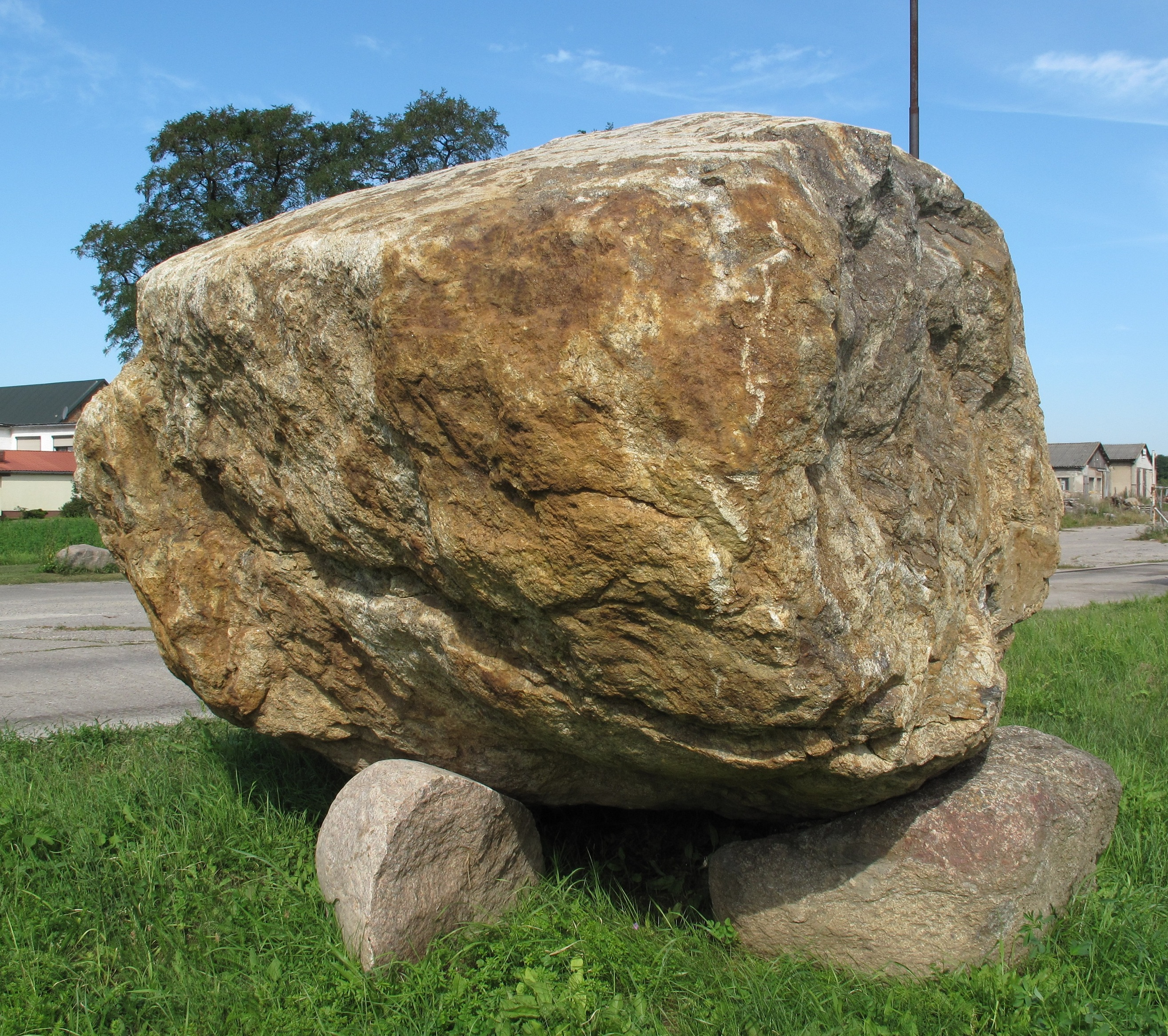
2011 ausgegrabener Findling

Laut Landbuch verfügte das Dorf 1375 über 62 Hufen, davon dienten vier der Versorgung der Pfarrstelle und eine zum Erhalt der Kirche. Das Dorf gehörte zu dieser Zeit mit allen Rechten dem Rittergeschlecht von Krummensee, das im Dorf Krummensee nahe Altlandsberg im östlichen Teil des Barnims saß.
Am 1. Juli 1950 wurde die bis dahin eigenständige Gemeinde Ruhlsdorf eingegliedert.
Am 6. Dezember 1993 wurde Hohenstein in die Stadt Strausberg eingemeindet.

## Sehenswürdigkeiten

### Dorfkirche
Die Dorfkirche Hohenstein – das einzige Baudenkmal im Ort – am nördlichen Ende des Dorfangers ist ein Feldsteinbau aus dem 13. Jahrhundert. Das vom Friedhof umgebene Gebäude ist eine Chorquadratkirche, besteht also einem rechteckigen Schiff und eingezogenem Chor mit geradem Ostabschluss. Einen Turm oder Dachreiter hat die Kirche nicht. Im Innern ist das Gotteshaus flach gedeckt. Der Triumphbogen hat, im Gegensatz zu den rundbogigen Fenstern und Portalen, einen Spitzbogenabschluss.

### Findling
2011 wurde beim Bau der OPAL Pipeline zwischen Hohenstein und Gladowshöhe ein sehr großer Findling ausgegraben. Sein Gewicht beträgt rund 24 Tonnen, sein Volumen rund 9,2 Kubikmeter. Der Stein steht am Ortsausgang Richtung Ruhlsdorf, wird aber wahrscheinlich nach der zur Zeit gerichtsanhängigen Klärung der Eigentumsverhältnisse an seinem Fundplatz aufgestellt. Die Analysen zu seinem Alter, zur Gesteinsart und zum skandinavischen Ursprungsort sind noch nicht abgeschlossen. Ein Verfahren zur Anerkennung als Bodendenkmal wurde eingeleitet. (Stand August 2012.)

## Politik
Der Ortsvorsteher von Hohenstein ist seit 2008 Jens Knoblich (Stand 2023), der zum Zeitpunkt der Wahl im Oktober 2008 parteilos war, im Januar 2009 jedoch der Piratenpartei Deutschland beitrat. Seit 2013 ist er wieder parteilos.